# Stade Lavallois Mayenne Football Club 2011-2012
Questa voce raccoglie le informazioni riguardanti il Stade Lavallois Mayenne Football Club nelle competizioni ufficiali della stagione 2011-2012. 

## Rosa
Aggiornata al 2 dicembre 2011.
| N. |                    | Ruolo | Calciatore           |
| -- | ------------------ | ----- | -------------------- |
| 1  | Francia (bandiera) | P     | Maxime Hautbois      |
| 2  | Francia (bandiera) | D     | Kévin Perrot         |
| 3  | Francia (bandiera) | D     | Nicolas Pallois      |
| 6  | Francia (bandiera) | C     | Anthony Gonçalves    |
| 7  | Francia (bandiera) | D     | Gaétan Belaud        |
| 8  | Francia (bandiera) | C     | Romain Ciaravino     |
| 9  | Francia (bandiera) | C     | Lhadji Badiane       |
| 10 | Francia (bandiera) | A     | Jérôme Lebouc        |
| 11 | Francia (bandiera) | C     | Ludovic Gamboa       |
| 14 | Francia (bandiera) | A     | Ghislain Gimbert     |
| 16 | Francia (bandiera) | P     | Arnaud Balijon       |
| 19 | Francia (bandiera) | D     | Pierre Talmont       |
| 20 | Gabon (bandiera)   | A     | Fabrice Do Marcolino |
| 21 | Francia (bandiera) | D     | Antoine Ponroy       |

| N. |                    | Ruolo | Calciatore                |
| -- | ------------------ | ----- | ------------------------- |
| 22 | Francia (bandiera) | A     | Julien Viale              |
| 23 | Francia (bandiera) | D     | Franck Signorino          |
| 24 | Francia (bandiera) | C     | Fabrice Levrat (capitano) |
| 25 | Francia (bandiera) | C     | Vincent Le Baron          |
| 26 | Francia (bandiera) | C     | Sébastien Renouard        |
| 27 | Francia (bandiera) | C     | Anthony Losilla           |
| 28 | Francia (bandiera) | D     | Lindsay Rose              |
| 30 | Francia (bandiera) | P     | Kévin Aubeneau            |
| 33 | Francia (bandiera) | C     | Justin Trideau            |
|    | Francia (bandiera) | A     | Cyrille Lhuissier         |
|    | Francia (bandiera) | C     | Damien Tibéri             |
|    | Francia (bandiera) | C     | Gary Coulibaly            |
|    | Tunisia (bandiera) | D     | Selim Ben Djemia          |